# Adolf Holtzmann den äldre
Adolf Karl Wilhelm Holtzmann, född 2 maj 1810 i Karlsruhe, död 3 juli 1870 i Heidelberg, var en tysk germanist och indolog, bror till Karl Julius och Carl Holtzmann, farbror till Heinrich Holtzmann och Adolf Holtzmann den yngre.
Holtzmann blev 1837 lärare för storhertig Leopolds av Baden söner Wilhelm och Karl samt kallades 1852 till professor i germansk filologi vid universitetet i Heidelberg. Han ägnade sig dels åt den germanska, dels åt den indiska filologin. 
Av hans skrifter på det förra området kan nämnas en upplaga (1836) av den frankiska texten av "Isidori Hispalensis de nativitate Domini" (Epistola ad sororem), Über den Umlaut (1843), Über den Ablaut (1844), flera skrifter om och upplagor av "Nibelungenlied", som invecklade honom i vetenskaplig polemik med Lachmann, Germanische Altertümer (text, översättning och förklaring av Tacitus Germania; 1873), Deutsche Mythologie (1874) samt Altdeutsche Grammatik, umfassend die gotische, altnordische, altsächsische, angelsächsische und althochdeutsche Sprache (1870–75, ofullbordad). Genom sistnämnda arbete gjorde Holtzmann sig mycket förtjänt om den germanska ljudlärans vetenskapliga bearbetning, trots att det redan i början av 1900-talet ansågs som föråldrat. Efter hans död utgavs Die ältere Edda, übersetzt und erklärt av Alfred Holder (1875). 
Som indisk filolog utgav Holtzmann en översättning av Ramayana (1841, 2:a upplagan 1843), Über den griechischen Ursprung des indischen Tierkreises (1841), Indische Sagen (1845–47; 2:a upplagan 1855), skrifter om de fornpersiska kilinskrifterna med mera. Bland hans arbeten bör även nämnas skriften Kelten und Germanen, eine historische Untersuchung (1855), som sökte ådagalägga de bägge folkens identitet.